# Ražovke
Ražovke (lat. Rajidae) su porodica riba iz reda ražolike ribe. Postoji 13 priznatih rodova
Za razliku od sličnih vrsta hrskavičnjača ne rađaju žive mlade, nego legu jajašca. U Jadranu živi 11 vrsta ražovki iz tri roda: raža zvjezdopježica, volina balavica, volina klinka, volina mrkulja, raža smeđana, raža kamenica, raža modropjega, raža crnopjega, raža crnožiga, raža tuponoska i raža vijopruga

## Rodovi
1. Amblyraja Malm, 1877
2. Beringraja Ishihara, Treloar, Bor, Senou & Jeong, 2012
3. Breviraja Bigelow & Schroeder, 1948
4. Dactylobatus Bean & Weed, 1909
5. Dentiraja Whitley, 1940
6. Dipturus Rafinesque, 1810
7. Fenestraja McEachran & Compagno, 1982
8. Gurgesiella de Buen, 1959
9. Hongeo Jeong & Nakabo, 2009
10. Leucoraja Malm, 1877
11. Malacoraja Stehmann, 1970
12. Neoraja McEachran & Compagno, 1982
13. Okamejei Ishiyama, 1958
14. Orbiraja Last, Weigmann & Dumale, 2016
15. Raja Linnaeus, 1758
16. Rajella Stehmann, 1970
17. Rostroraja Hulley, 1972
18. Zearaja Whitley, 1939